# Maravillas valencianas
Maravillas Valencianas es un programa iniciado por la organización Fil-per-Randa con el objetivo de señalar los 7 referentes más importantes del patrimonio cultural y medioambiental de la Comunidad Valenciana. Esta acción pretendía servir como un nuevo motor de la promoción, difusión y uso de la lengua, del patrimonio cultural y natural valenciano.
Fil-per-Randa después de más de un año de votaciones populares en su página web, con 120.000 votos, declaró el día 9 de octubre de 2008 las siete Maravillas Valencianas, con la participación de entidades públicas y privadas valencianas.
En 2010 Fil-per-Randa, con el apoyo de la Academia Valenciana de la Lengua y Caixa Popular, publicó el libro "Maravillas Valencianas", la sustanciación de un trabajo iniciado por Joan Vicent Candel para conseguir un repertorio de monumentos, lugares y obras consideradas como maravillas valencianas.

## Maravillas
Las maravillas se clasifican en los siguientes temas:
| Temática                                             | Maravilla                                      | Ubicación | Porcentaje de votos | Imagen |
| ---------------------------------------------------- | ---------------------------------------------- | --------- | ------------------- | ------ |
| Acontecimientos culturales y patrimonio inmaterial   | Procesión de la Virgen de la Salud             | Algemesí  | 33,38%              |        |
| Parques y parajes naturales                          | La Albufera de Valencia, el Saler y el Palmar  | Valencia  | 36,42%              |        |
| Conjuntos histórico-artísticos                       | El Castillo y el conjunto monumental de Játiva | Játiva    | 32,82%              |        |
| Piezas arqueológicas y obras de arte                 | La puerta del Palacio del Marqués de Dos Aguas | Valencia  | 31,79%              |        |
| Monumentos naturales                                 | El Peñón de Ifach                              | Calpe     | 34,52%              |        |
| Monumentos arquitectónicos históricos                | La Lonja de la Seda                            | Valencia  | 44,93%              |        |
| Monumentos arquitectónicos modernos, siglos XX y XXI | La Estación del Norte                          | Valencia  | 33,81%              |        |